# İlkay Gündoğan
İlkay Gündoğan (* 24. října 1990 Gelsenkirchen) je německý profesionální fotbalista s tureckými kořeny, který hraje na pozici středního záložníka za anglický klub Manchester City FC.

## Klubová kariéra
Profesionální fotbalovou kariéru začal v Bochumi.

### 1. FC Norimberk
V roce 2009 se přesunul z Bochumi do Norimberku, kde pobyl déle jak dva roky. V Norimberku debutoval 8. července 2009 v domácím zápase se Schalke 04, který Norimberk prohrál 1:2. Gündoğan hrál od začátku zápasu a byl vystřídán v 55. minutě Mikem Frantzem. První gól v dresu Norimberku vstřelil 20. února 2010 v zápase proti Bayernu Mnichov. Norimberk doma prohrával 0:1 gólem Thomase Müllera. Pár minut po začátku druhého poločasu, konkrétně v 54. minutě, Gündoğan střelou z pravé nohy vyrovnal. Další branky nepadly, a tak zápas skončil remízou 1:1 a cenným bodem pro Norimberk.

### Borussia Dortmund
V letním přestupovém období roku 2011 přestoupil z Norimberku do Dortmundu za částku 4 miliony eur. S novým zaměstnavatelem podepsal kontrakt na čtyři roky, to jest do léta 2015. Dortmund si Gündoğana vybral jakožto náhradu za Nuri Şahina, který v létě 2011 přestoupil do Realu Madrid. Protože role Şahina byla pro Dortmund klíčová, leží na mladém Gündoğanovi velká očekávání. Odmítá však srovnávání se svým předchůdcem a dle svých slov nechce být Şahinovou kopií.
V sezóně 2011/12 získal s Borussií bundesligový titul. V tomto ročníku navíc vyhrál i DFB Pokal, ve finále Borussia zvítězila 5:2 nad Bayernem Mnichov. S Dortmundem se představil 25. května 2013 ve Wembley ve finále Ligy mistrů 2012/13 proti věčnému rivalovi Bayernu Mnichov, Borussia však nejprestižnější evropský pohár nezískala, podlehla Bayernu 1:2. Gündoğan proměnil ve druhém poločase nařízený pokutový kop a srovnal na průběžných 1:1.
27. července 2013 na začátku nové sezóny 2013/14 v utkání DFL-Supercupu (německý fotbalový Superpohár) vstřelil jeden gól Bayernu Mnichov na domácím stadionu Signal Iduna Park, Borussia vyhrála 4:2 a získala trofej.

### Manchester City FC
Po sezóně 2015/16 se stal hráčem anglického klubu Manchester City FC.
Svůj debut si odbyl 14. září v utkání Ligy mistrů proti Borussii Mönchengladbach, neboť záložník a člen základní sestavy David Silva si přivodil zranění. Odehrál 81 minut, City německého soupeře porazilo 4:0.
O víkendu si poprvé zahrál v Premier League a dokonce vstřelil jeden gól, čímž pomohl k výhře 4:0 nad Bournemouthem.
V průběhu zápasu s Watfordem 14. prosince 2016 si zranil pravé koleno, což jej vyřadilo z fotbalové praxe na několik měsíců.
Následně bylo potvrzeno, že pro Gündoğana sezóna skončila.
K fotbalu se vrátil 16. září 2017 jako střídající hráč v zápase proti Watfordu, na jehož hřišti Citizens vyhráli 6:0.
V srpnu 2019 podepsal s klubem smlouvu do roku 2023.

#### Sezóna 2020/21
V září 2020 u něj byla potvrzena nákaza nemocí covid-19, kvůli níž musel v úvodu nové sezony vynechat ligové zápasy s Wolverhamptonem a Leicesterem. Stejně tak se nemohl zúčastnit ani utkání Carabao Cupu proti AFC Bournemouth.
Proti WBA 15. prosince 2020 se gólově prosadil po 22 zápasech, ovšem soupeř srovnal na konečných 1:1 na stadionu Etihad.
Navzdory pomalému začátku sezóny se Citizens vzchopili a na přelomu roku zvítězili v sedmi ligových zápasech v řadě. Gündoğan se v tomto období stal oporou, když dal gól sedmkrát v osmi zápasech Premier League, přestože v minulosti dal za tým z Manchesteru nanejvýš šest gólů za sezónu.
Jeho gólová role byla cenná také kvůli absencím útočníka Sergia Agüera a ofenzivního záložníka Kevina De Bruyneho. Gündoğan měl navíc od trenéra Guardioly svěřenu více vysunutou roli v záložní řadě.
Poprvé od roku 2003 vyhráli Citizens na hřišti Liverpoolu, když 7. února 2021 přehráli domácí 4:1. Gündoğan se na tom podílel dalšími dvěma góly.
O pět dní později byl prohlášen hráčem za měsíc leden.
V polovině března obdržel další ocenění pro hráče měsíce, tentokráte za únor. Manchester City vyhrál dalších šest ligových utkání, Gündoğan tuto řadu podpořil čtyřmi góly a asistencí a stal se prvním fotbalistou City, který toto ocenění získal dvakrát za sebou.
První trofej v sezóně přišla s výhrou 1:0 proti Tottenhamu 25. dubna ve finále ligového poháru, EFL Cupu. Ač Gündoğan v tomto finále nevynikl, odehrál celý zápas.
Venku proti Newcastle United opět odehrál celých 90 minut, pomohl vyhrát 4:3 ve 36. kole, kdy byl již Manchester City znovu anglickým mistrem.
Byl hráčem základní sestavy 29. května ve finále Ligy mistrů, během něhož se Citizens pokusili získat nejcennější evropskou trofej ve svém prvním finále v této soutěži. Trenér mu svěřil roli defenzivního záložníka na místo Fernandinha, avšak Gündoğan se se soupeřem nepopasoval a byl u porážky 0:1 s Chelsea.

#### Sezóna 2022/23
V Manchesteru City strávil Gündogan celkem sedm let. S klubem ve své poslední sezóně, tedy v ročníku 2022/23, ovládl anglickou nejvyšší soutěž, FA Cup a také Ligu mistrů. Celkem v dresu anglického šampiona získal 14 cenných trofejí, včetně těch z anglického ligového poháru a Anglického superpoháru.

### FC Barcelona
Gündoğan se v létě 2023 stal novou posilou Barcelony. Německý záložník podepsal smlouvu do roku 2025.

## Reprezentační kariéra
Prošel několika mládežnickými týmy Německa včetně reprezentace do 21 let.

### A-mužstvo
Gündoğan debutoval v A-mužstvu Německa 11. října 2011 v kvalifikačním utkání v Düsseldorfu proti reprezentaci Belgie (výhra 3:1).
První gól vstřelil 26. března 2013 v kvalifikačním zápase na MS 2014 v Brazílii proti Kazachstánu. Prosadil se ve 31. minutě, když zvyšoval na průběžných 3:0, Německo nakonec zvítězilo na domácí půdě v Norimberku přesvědčivě 4:1.
V květnu 2012 jej trenér Německa Joachim Löw nominoval do 23členné sestavy pro EURO 2012 v Polsku a na Ukrajině. Gündoğan dostal dres s číslem 2.

## Statistiky

### Klubové
K 19. únoru 2022
| Klub              | Sezóna  | Liga           | Liga   | Liga | Národní pohár | Národní pohár | Ligový pohár | Ligový pohár | Evropské poháry | Evropské poháry | Ostatní | Ostatní | Celkem | Celkem |
| Klub              | Sezóna  | Liga           | Zápasy | Góly | Zápasy        | Góly          | Zápasy       | Góly         | Zápasy          | Góly            | Zápasy  | Góly    | Zápasy | Góly   |
| ----------------- | ------- | -------------- | ------ | ---- | ------------- | ------------- | ------------ | ------------ | --------------- | --------------- | ------- | ------- | ------ | ------ |
| 1. FC Norimberk   | 2008/09 | 2. Bundesliga  | 1      | 0    | 0             | 0             | —            | —            | —               | —               | —       | —       | 1      | 0      |
| 1. FC Norimberk   | 2009/10 | Bundesliga     | 22     | 1    | 2             | 1             | —            | —            | —               | —               | 2       | 1       | 26     | 3      |
| 1. FC Norimberk   | 2010/11 | Bundesliga     | 25     | 5    | 1             | 0             | —            | —            | —               | —               | —       | —       | 26     | 5      |
| 1. FC Norimberk   | Celkem  | Celkem         | 48     | 6    | 3             | 1             | —            | —            | —               | —               | 2       | 1       | 53     | 8      |
| Borussia Dortmund | 2011/12 | Bundesliga     | 28     | 3    | 5             | 1             | —            | —            | 2               | 0               | 1       | 0       | 36     | 4      |
| Borussia Dortmund | 2012/13 | Bundesliga     | 28     | 3    | 4             | 0             | —            | —            | 12              | 1               | 1       | 0       | 45     | 4      |
| Borussia Dortmund | 2013/14 | Bundesliga     | 1      | 0    | 1             | 0             | —            | —            | 0               | 0               | 1       | 1       | 3      | 1      |
| Borussia Dortmund | 2014/15 | Bundesliga     | 23     | 3    | 4             | 0             | —            | —            | 6               | 0               | —       | —       | 33     | 3      |
| Borussia Dortmund | 2015/16 | Bundesliga     | 25     | 1    | 5             | 1             | —            | —            | 10              | 1               | —       | —       | 40     | 3      |
| Borussia Dortmund | Celkem  | Celkem         | 105    | 10   | 19            | 2             | —            | —            | 30              | 2               | 3       | 1       | 157    | 15     |
| Manchester City   | 2016/17 | Premier League | 10     | 3    | 0             | 0             | 0            | 0            | 6               | 2               | —       | —       | 16     | 5      |
| Manchester City   | 2017/18 | Premier League | 30     | 4    | 3             | 0             | 6            | 0            | 9               | 2               | —       | —       | 48     | 6      |
| Manchester City   | 2018/19 | Premier League | 31     | 6    | 6             | 0             | 4            | 0            | 8               | 0               | 1       | 0       | 50     | 6      |
| Manchester City   | 2019/20 | Premier League | 31     | 2    | 4             | 1             | 5            | 0            | 9               | 2               | 1       | 0       | 50     | 5      |
| Manchester City   | 2020/21 | Premier League | 28     | 13   | 4             | 1             | 2            | 0            | 12              | 3               | —       | —       | 46     | 17     |
| Manchester City   | 2021/22 | Premier League | 18     | 5    | 2             | 2             | 1            | 0            | 6               | 0               | 1       | 0       | 28     | 7      |
| Manchester City   | Celkem  | Celkem         | 148    | 33   | 19            | 4             | 18           | 0            | 50              | 9               | 3       | 0       | 238    | 46     |
| Celkem            | Celkem  | Celkem         | 301    | 49   | 41            | 7             | 18           | 0            | 80              | 11              | 8       | 2       | 448    | 69     |

### Reprezentační
K 14. listopadu 2021
| Německo | Německo | Německo |
| Rok     | Zápasy  | Góly    |
| ------- | ------- | ------- |
| 2011    | 1       | 0       |
| 2012    | 3       | 0       |
| 2013    | 4       | 2       |
| 2015    | 8       | 2       |
| 2016    | 4       | 0       |
| 2017    | 2       | 0       |
| 2018    | 7       | 0       |
| 2019    | 8       | 3       |
| 2020    | 5       | 1       |
| 2021    | 12      | 6       |
| Celkem  | 54      | 14      |

#### Reprezentační góly
Skóre a výsledky Německa jsou vždy zapisovány jako první
| Gól | Datum              | Místo                                                 | Soupeř            | Skóre | Výsledek | Soutěž                                 |
| --- | ------------------ | ----------------------------------------------------- | ----------------- | ----- | -------- | -------------------------------------- |
| 1.  | 26. března 2013    | Grundig Stadion, Norimberk, Německo                   | Kazachstán        | 3:0   | 4:1      | Kvalifikace na Mistrovství světa 2014  |
| 2.  | 14. srpna 2013     | Fritz-Walter-Stadion, Kaiserslautern, Německo         | Paraguay          | 1:2   | 3:3      | Přátelský zápas                        |
| 3.  | 13. června 2015    | Estádio Algarve, Faro, Portugalsko                    | Gibraltar         | 3:0   | 7:0      | Kvalifikace na Mistrovství Evropy 2016 |
| 4.  | 7. září 2015       | Hampden Park, Glasgow, Skotsko                        | Skotsko           | 3:2   | 3:2      | Kvalifikace na Mistrovství Evropy 2016 |
| 5.  | 11. června 2019    | Mewa Arena, Mohuč, Německo                            | Estonsko          | 4:0   | 8:0      | Kvalifikace na Mistrovství Evropy 2020 |
| 6.  | 13. října 2019     | A. Le Coq Arena, Tallinn, Estonsko                    | Estonsko          | 1:0   | 3:0      | Kvalifikace na Mistrovství Evropy 2020 |
| 7.  | 13. října 2019     | A. Le Coq Arena, Tallinn, Estonsko                    | Estonsko          | 2:0   | 3:0      | Kvalifikace na Mistrovství Evropy 2020 |
| 8.  | 6. září 2020       | St. Jakob-Park, Basilej, Švýcarsko                    | Švýcarsko         | 1:0   | 1:1      | Liga národů UEFA 2020/21               |
| 9.  | 25. března 2021    | MSV-Arena, Duisburg, Německo                          | Island            | 3:0   | 3:0      | Kvalifikace na Mistrovství světa 2022  |
| 10. | 31. března 2021    | MSV-Arena, Duisburg, Německo                          | Severní Makedonie | 1:1   | 1:2      | Kvalifikace na Mistrovství světa 2022  |
| 11. | 7. června 2021     | Merkur Spiel-Arena, Düsseldorf, Německo               | Lotyšsko          | 2:0   | 7:1      | Přátelský zápas                        |
| 12. | 11. listopadu 2021 | Volkswagen Arena, Wolfsburg, Německo                  | Lichtenštejnsko   | 1:0   | 9:0      | Kvalifikace na Mistrovství světa 2022  |
| 13. | 14. listopadu 2021 | Stadion republiky Vazgena Sargsjana, Jerevan, Arménie | Arménie           | 2:0   | 4:1      | Kvalifikace na Mistrovství světa 2022  |
| 14. | 14. listopadu 2021 | Stadion republiky Vazgena Sargsjana, Jerevan, Arménie | Arménie           | 3:0   | 4:1      | Kvalifikace na Mistrovství světa 2022  |

## Osobní život
Narodil se tureckým rodičům v německém městě Gelsenkirchen. Na rozdíl od svého předchůdce v Borussii Dortmund – Nuri Şahina – se stejně jako další v Německu narozený fotbalista s tureckými předky – Mesut Özil – rozhodl reprezentovat rodné Německo.

## Úspěchy
Zdroj:

### Klubové
1. FC Norimberk
- Postup z 2. Bundesligy do 1. Bundesligy

Borussia Dortmund
- 1× vítěz Bundesligy (2011/12)
- 1× vítěz DFB-Pokalu (2011/12)
- 1× vítěz DFL-Supercupu (2013)[11]

Manchester City
- 3× vítěz Premier League (2017/18, 2018/19, 2022/23)
- 2× vítěz FA Cupu (2018/19 | 2022/23)
- 3× vítěz EFL Cupu (2017/18, 2018/19, 2019/20)
- 2× vítěz Community Shield (2018, 2019)
- 1× vítěz UEFA Champions League (2022/23)

### Individuální
- Nejlepší jedenáctka podle ESM – 2012/13,[34] 2020/21[35]
- Hráč měsíce v anglické Premier League (2×) – leden 2021, únor 2021[25][26]
- Tým roku Premier League podle PFA – 2020/21[36]
- Sestava sezóny Ligy mistrů UEFA – 2020/21[37]